# Pachrophylla ternata
Pachrophylla ternata är en fjärilsart som beskrevs av Felder 1875. Pachrophylla ternata ingår i släktet Pachrophylla och familjen mätare. Inga underarter finns listade i Catalogue of Life.